# Simbácio IV Bagratúnio
Simbácio IV Bagratúnio (em grego: Συμβάτιος; romaniz.: Symbátios; em armênio/arménio: Սմբատ; romaniz.: Smbat; m. 616) foi nacarar da família Bagratúnio que serviu como marzobã da Hircânia de 595 a 602 e então marzobã da Armênia de 604 a 611/6 para René Grousset ou de 599 a 607 por Christian Settipani. Foi ativo nos eventos políticos da Armênia à época, participando na guerra contra os avares no Danúbio sob o imperador Maurício (r. 582–602). Mais adiante serviu em nome do xá Cosroes II (r. 590–628).

## Nome
Simbácio (Symbatius) é a forma latina do armênio Sembate (Սմբատ, Smbat), que embora se saiba ter uma origem iraniana, não se conhece seu significado. Foi registrado em grego com Simbácio (Συμβάτιος, Symbátios), em persa novo como Sunfade (سانپاد, Sunfād) e Simbá / Simbade (سندباد, Sinbād). A tradição armênia preservada em Moisés de Corene atribuiu a origem do nome a Xambate (Շամբաթ, Šambatʻ), um suposto hebreu ativo nos tempos do mítico Valarsaces I.

## Vida

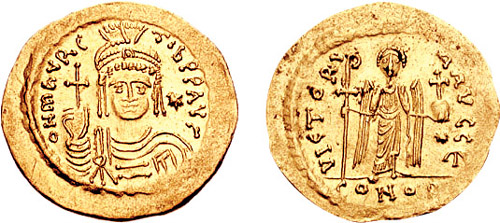
Soldo de Maurício r.

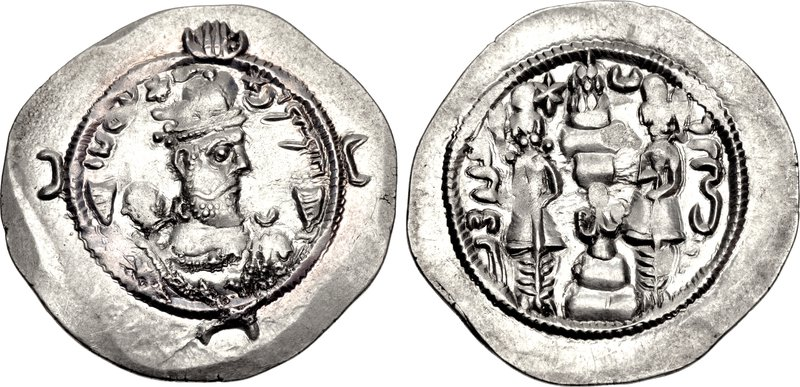
Dracma de r.

Simbácio era filho de Manuel e pai de Basterotes II. Aparece pela primeira vez nos anos 580, quando o imperador Maurício (r. 582–602) solicitou que os nacarares recrutassem cavaleiros para servir na guerra contra os avares no Danúbio. Simbácio e Isaque Mamicônio lideram uma unidade de mil cavaleiros cada para Constantinopla, onde foram ricamente recompensados e enviados para casa. Sebeos também diz que Maurício supostamente adotou Simbácio na ocasião. Em 589, porém, Simbácio lidera rebelião contra os bizantinos, foi capturado por Domencíolo e enviado a Constantinopla, onde foi condenado à morte (talvez por comissão senatorial) e foi jogado para ser devorado por feras no hipódromo. Sebeos afirma que dominou um urso, um touro e um leão e então foi salvo no último minuto por Maurício, por aclamação popular, e banido, devido a várias mentiras maliciosas proferidas, para "terras distantes" e depois à África, de onde fugiu e se refugiou no Império Sassânida.
Simbácio entra no serviço do xá Cosroes II (r. 590–628), logo se torna seu favorito e é honrado com o título de "Satisfação de Cosroes" (Ḵosrow Šum); outros afirmam que ganha o título apenas em 608. Segundo Parvaneh Pourshariati, a casa de Simbácio ajudou Cosroes durante a Guerra Civil Sassânida de 589–591 contra o rebelde Vararanes VI (r. 590–591). Em 595, foi nomeado ministro menor das finanças e marzobã da Hircânia (zona costeira meridional do mar Cáspio), posição que reteve por 8 anos (até 602). Em seu mandato, a província prospera e ele recebe o comando de forças persas e armênias com as quais teve sucessos variados. Ele auxiliou na supressão de insurreições no Oriente, como aquela de Bestã no Coração. Também descobriu uma colônia armênia no Turquestão e deu-lhe os sacerdotes que lhe faltavam. Sua lealdade e seus sucessos foram dignos de honra para sua família, e seu filho Basterotes foi nomeado copeiro real. Simbácio também foi nomeado tanuter (membro sênior de um família nacarar).

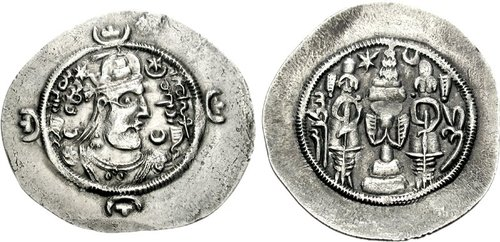
Dracma de Bestã

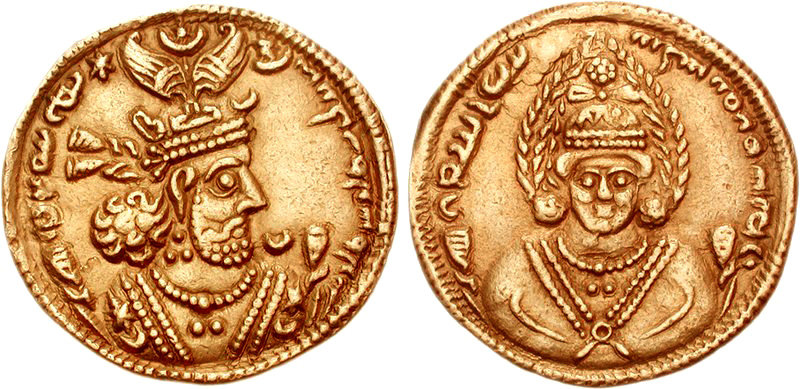
Dinar de r.

Segundo selo recém-publicado, no 18º ano do reinado de Cosroes (607/608), Simbácio foi enviado à Armênia com poderes especiais e o título de "comandante do exército dos senhores das casas" (gund-i-kadag xwadāyag ān framādār), dignidade apoiada pelo título de "Senhor das Casas" que lhe foi dado no Livro das Cartas; vários autores sugerem que também foi designado marzobã da província, mas as datas variam: René Grousset sugeriu de 604 a 611/6 e Christian Settipani de 599 a 607. Seus poderes extraordinários permitiram-lhe reafirmar a autoridade da coroa persa sobre a Armênia, restaurar o prestígio da enfraquecida Igreja com a convocação de um concílio e e eleição do católico Abraão I após vacância de 3 anos, e reconstruir a Catedral de Gregório, o Iluminador na capital administrativa de Dúbio, superando os objetivos das autoridades persas locais. Também interveio no concílio de Dúbio para impedir que os bispos armênios se alinhassem à ortodoxia grega.
Em seus últimos anos, talvez em 608, Simbácio liderou um exército persa-armênio contra os "cuchanas" (turcos ou heftalitas), talvez matando seu rei em combate corpo a corpo. Após essa nova vitória, foi reconvocado à corte persa em Ctesifonte, onde morreu em 616/7 cheio de honrarias. Para Nina Garsoïan, sua carreira brilhante provavelmente é fruto de um exagero do relato super laudatório de Sebeos, no qual exalta-se a força, proeza, piedade e honras do biografado, virtudes que passam a seu filho Basterotes. Apesar disso, ressalta o autora, a correspondência preservada no Livro das Cartas e o selo sassânida recém-descoberto testemunham sua importante atividade, ao menos na Armênia e fronteira oriental do Império Sassânida.